# Nyoro (peuple)
Pour les articles homonymes, voir Nyoro.

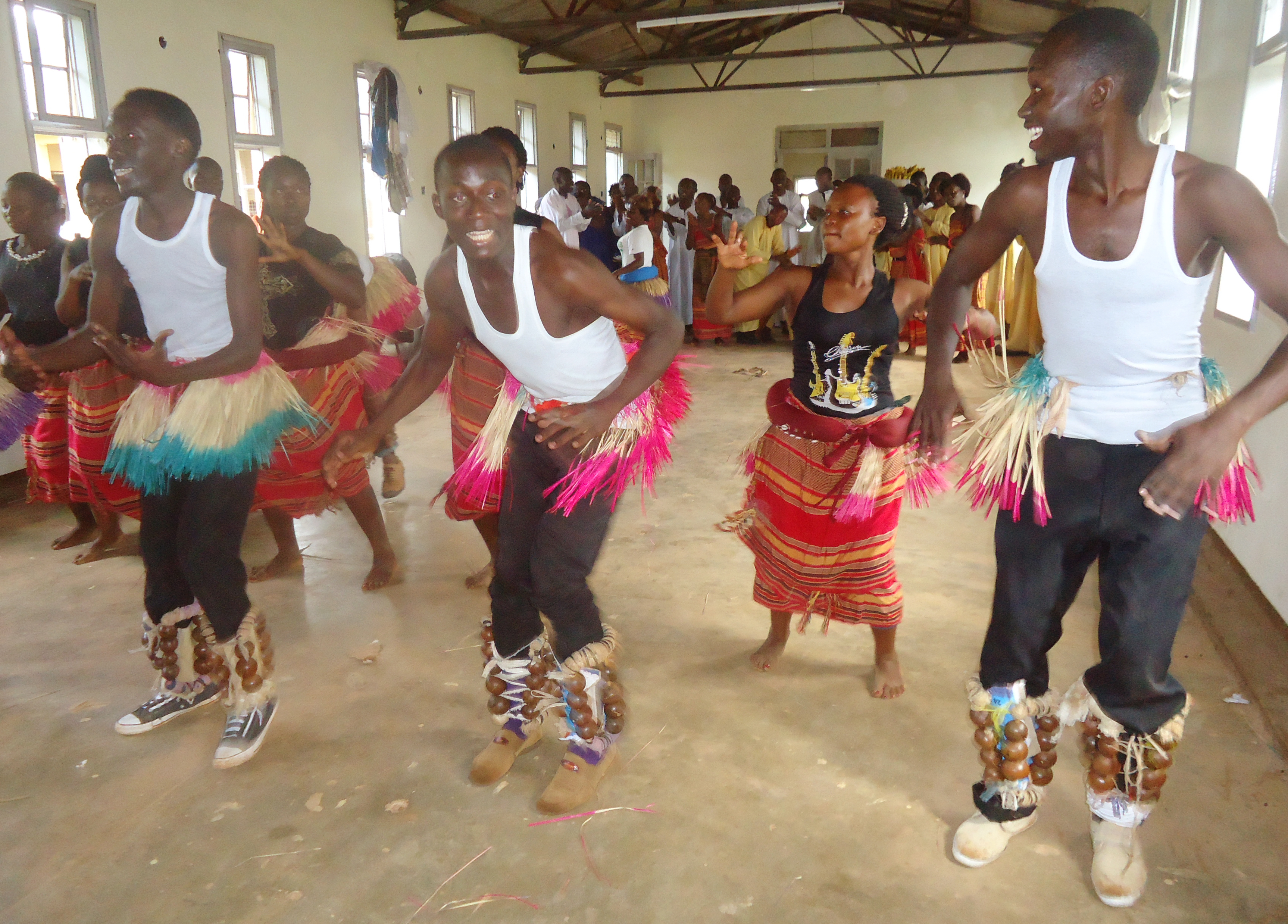
Danseurs bunyoro

Les Nyoro sont une population bantoue d'Afrique de l'Est vivant au centre-ouest de l'Ouganda. Le Bunyoro était leur royaume.

## Ethnonymie
Selon les sources et le contexte, on observe différentes formes : Bakitara, Banyoro, Bunyoro, Gungu, Kitara, Kyopi, Nyoros, Ouanyoro, Runyoro,  
Vouanyoro, Wanyoro .

## Langue
Leur langue est le nyoro (ou runyoro), une langue bantoue, dont le nombre de locuteurs était estimé à 667 000 en 2002.

## Culture

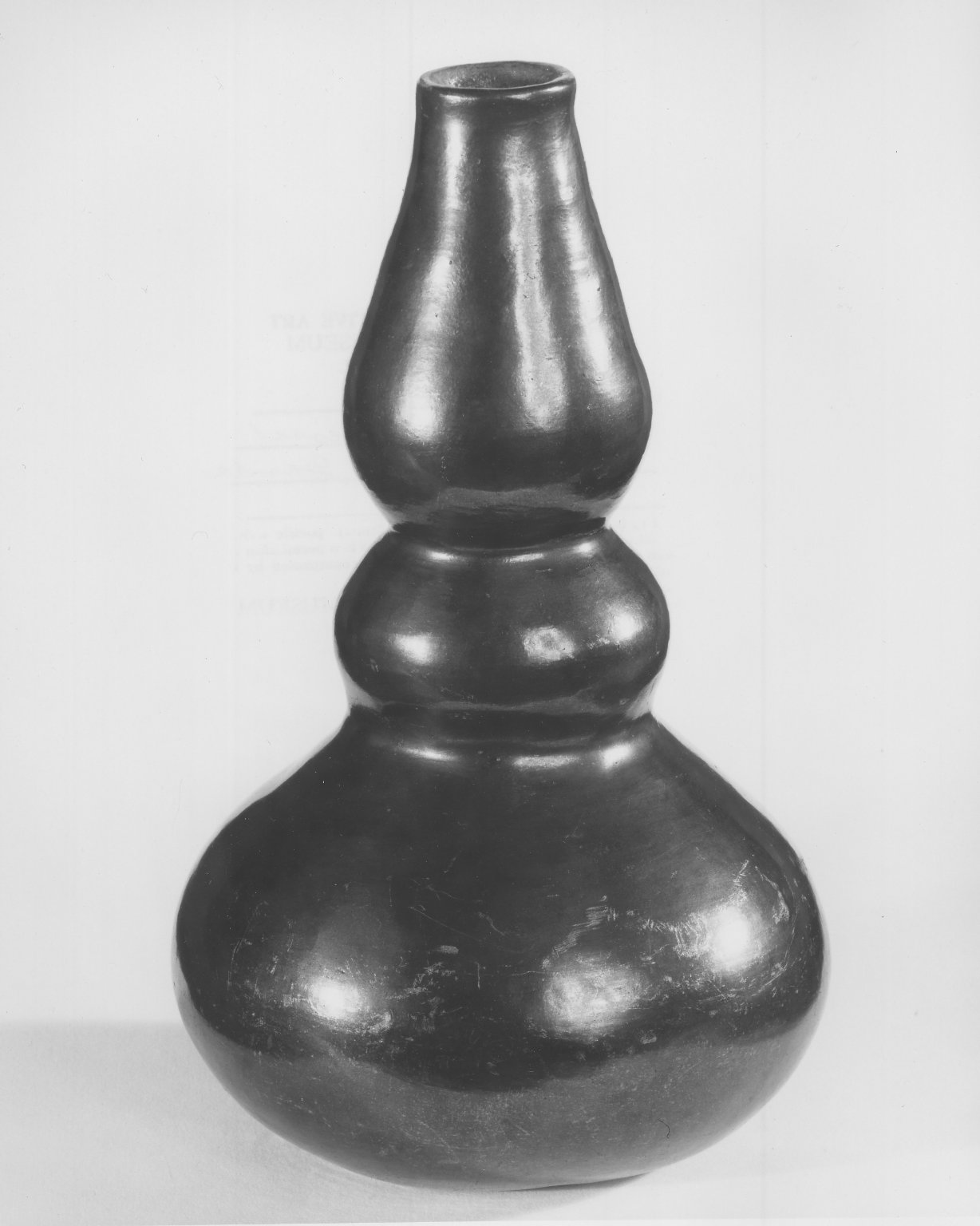
Vase

Les Nyoros ont développé un savoir-faire sidérurgique original et élaboré. L'élaboration du métal, très ritualisée, est assimilée à une naissance ; les outils sont sexualisés et les étapes du travail sont fréquemment associées à la religion.

### Discographie
- (en) Royal Court Music from Uganda (Ganda, Nyoro, Ankole), collecteur Hugh Tracey, Sharp Wood Productions, 1998 (enregistrement 1950-1952)